# Lista de transmissoras dos Jogos Olímpicos de Verão de 2008
Segue-se a lista de transmissoras oficiais dos Jogos Olímpicos de Verão de 2008 em Pequim, na China. A geração de imagens para as diversas transmissoras foram disponibilizadas pelo BOB (Beijing Olympic Broadcasting).
| País                   | Canal | HDTV                                                                                | Ref.                                      |
| ---------------------- | --- | ----------------------------------------------------------------------------------- | ----------------------------------------- |
| África do Sul          | SABC |                                                                                     | [ 1 ]                                     |
| Alemanha               | ARD, ZDF | Anixe HD                                                                            | [ 2 ]                                     |
| Argentina              | Canal 7 (todos os eventos), TyC Sports (todos os eventos)                                                                                              |                                                                                     |                                           |
| Austrália              | Seven Network (todos os eventos), SBS (somente alguns eventos), 2GB (rádio)                                                                            | Seven HD                                                                            |                                           |
| Áustria                | ORF | ORF 1 HD                                                                            | [ 3 ]                                     |
| Bielorrússia           | Belteleradiocompany: TV-First e LAD |                                                                                     | [ 4 ]                                     |
| Bélgica                | VRT, RTBF | Één                                                                                 | [ 5 ]                                     |
| Bósnia e Herzegovina   | BHRT |                                                                                     | [ 6 ]                                     |
| Brasil                 | Canais abertos: Rede Globo Rede Bandeirantes Cabo e Satélite: SporTV (5 canais) Band Sports ESPN ESPN Brasil Pela web e Celular: Terra Networks        | Canais abertos: Rede Globo Rede Bandeirantes Cabo e satélite: SporTV HD Globosat HD | [ 7 ]                                     |
| Bulgária               | BNT |                                                                                     |                                           |
| Canadá                 | CBC, Radio-Canada, bold, TSN, RDS | CBC HD, Radio-Canada HD, TSN HD, RDS HD                                             | [ 8 ] [ 9 ] [ 10 ]                        |
| Chile                  | TVN, Canal 13; Pela web: Terra Networks |                                                                                     | [ 11 ]                                    |
| China                  | CCTV; Pela web no Sohu.com | Olympics HD Channel                                                                 | [ 12 ]                                    |
| Colômbia               | Canais abertos: Señal Colombia, Caracol Televisión, RCN Pela web: Terra Networks                                                                       |                                                                                     | [ 13 ]                                    |
| Coreia do Sul          | KBS,MBC,SBS (the Korean Pool, 2002~2008) | KBS1 HD, KBS2 HD, MBC HD, SBS HD                                                    | [ 14 ]                                    |
| Croácia                | HRT |                                                                                     | [ 15 ]                                    |
| Dinamarca              | DR, TV 2 |                                                                                     | [ 16 ] [ 17 ]                             |
| Emirados Árabes Unidos | Dubai Sports Channel, Abu Dhabi Sports Channel |                                                                                     | [ 18 ]                                    |
| Eritreia               | Eri-TV |                                                                                     |                                           |
| Eslováquia             | STV |                                                                                     |                                           |
| Eslovênia              | RTV Slovenija | RTV Slovenija HD Test                                                               | [ 19 ] [ 20 ]                             |
| Espanha                | La Primera, La 2 & Teledeporte |                                                                                     | [ 21 ]                                    |
| Estados Unidos         | NBC, CNBC, MSNBC, Oxygen, USA Network, Telemundo; Westwood One (radio)                                                                                 | CNBC HD, NBC HD, Universal HD, USA HD, NBC Soccer Channel, NBC Basketball Channel   | [ 22 ] [ 23 ] [ 24 ]                      |
| Estónia                | ETV, ETV2 |                                                                                     |                                           |
| Filipinas              | Cabo: Solar Sports Basketball TV Jack TV Canais abertos: C/S ETC 2nd Avenue                                                                            |                                                                                     |                                           |
| Finlândia              | YLE1, YLE2, FST5 & Urheilukanava | YLE Peking HD, Eurosport HD & Saunalahti                                            | [ 26 ] [ 27 ]                             |
| França                 | France 2 |                                                                                     |                                           |
| Grécia                 | ERT |                                                                                     |                                           |
| Hong Kong              | ATV, TVB | TVB HD ATV HD                                                                       |                                           |
| Hungria                | Magyar Televízió | m1 HD, m2 HD                                                                        |                                           |
| Indonésia              | Doordarshan, TVRI |                                                                                     | [ 28 ] [ 29 ]                             |
| Irão                   | IRIB TV3 |                                                                                     |                                           |
| Irlanda                | RTÉ |                                                                                     | [ 30 ]                                    |
| Israel                 | Redes: Channel 1 Sport 5 (Incluindo Sport 5+, Sport5+ Live e Sport5+ Gold) Pela web: sport5.co.il Transmissão por Celular: Pelephone, Orange e Cellcom | Cabo e satélite: Sport 5HD                                                          | [ 31 ] [ 32 ] [ 33 ] [ 34 ]               |
| Itália                 | RAI (Rai Due) |                                                                                     | [ 35 ]                                    |
| Japão                  | NHK | NHK Hi-Vision (NHK G and BS-hi)                                                     | [ 36 ]                                    |
| Letônia                | LTV7 |                                                                                     |                                           |
| Lituânia               | LTV, LTV2 |                                                                                     |                                           |
| Macedônia              | MKTV |                                                                                     |                                           |
| Malásia                | Astro, RTM |                                                                                     | [ 37 ] [ 38 ]                             |
| México                 | Televisa TV Azteca | Televisa HD TV Azteca 25HD                                                          | [ 39 ] [ 40 ] [ 41 ]                      |
| Moldávia               | TRM |                                                                                     | [ 42 ]                                    |
| Mongólia               | UBS |                                                                                     | [ 43 ]                                    |
| Montenegro             | RTCG |                                                                                     |                                           |
| Noruega                | NRK |                                                                                     | [ 44 ]                                    |
| Nova Zelândia          | TVNZ, TVNZ Sport Extra | TV ONE HD                                                                           | [ 45 ]                                    |
| Países Baixos          | NPO/NOS | NPO/NOS                                                                             | [ 46 ]                                    |
| Paquistão              | Geo Super |                                                                                     | [ 47 ]                                    |
| Peru                   | ATV |                                                                                     |                                           |
| Polónia                | TVP1, TVP2, TVP Sport | TVP HD                                                                              | [ 48 ]                                    |
| Portugal               | Canais abertos: RTP 1 RTP 2 Cabo e Satélite: RTP N Eurosport Sport TV Pela web e Celular: RTP Mobile                                                   | Canais Cabo e Satélite: RTP HD Eurosport HD Sport TV 1 HD                           |                                           |
| Reino Unido            | BBC | BBC HD                                                                              | [ 50 ]                                    |
| Chéquia                | CT (CT2, CT4 Sport) |                                                                                     | [ 51 ]                                    |
| Roménia                | TVR 1, TVR 2, Telesport | TVR HD                                                                              | [ 52 ] [ 53 ] [ 54 ]                      |
| Rússia                 | VGTRK: Russia e Sport e notícias no Vesti, Channel One, NTV Plus                                                                                       | NTV Plus                                                                            | [ 55 ] [ 56 ]                             |
| Sérvia                 | RTS 1, RTS 2 |                                                                                     |                                           |
| Singapura              | StarHub TV, MediaCorp | MediaCorp TV HD5                                                                    | [ 57 ] [ 58 ]                             |
| Sri Lanka              | Rupavahini |                                                                                     | [ 59 ]                                    |
| Suécia                 | Canais abertos: SVT Cabo e satélite: Viasat Sport 24 Rádio: SR Radiosporten Celular: Tele2 Pela web: SVT Play                                          | SVT HD                                                                              | [ 60 ] [ 61 ] [ 62 ] [ 63 ] [ 64 ] [ 65 ] |
| Suíça                  | SF, TSR, TSI |                                                                                     |                                           |
| Tailândia              | TVPOOL, NBT |                                                                                     | [ 66 ]                                    |
| Turquia                | TRT 3 |                                                                                     | [ 67 ] [ 68 ]                             |
| Ucrânia                | First National |                                                                                     | [ 69 ]                                    |
| União Europeia         | Eurosport | Eurosport HD                                                                        |                                           |
| Venezuela              | Venevisión, Meridiano Televisión, TVES |                                                                                     | [ 70 ]                                    |
| Vietname               | VTV |                                                                                     | [ 71 ]                                    |